# Oliver Luksic

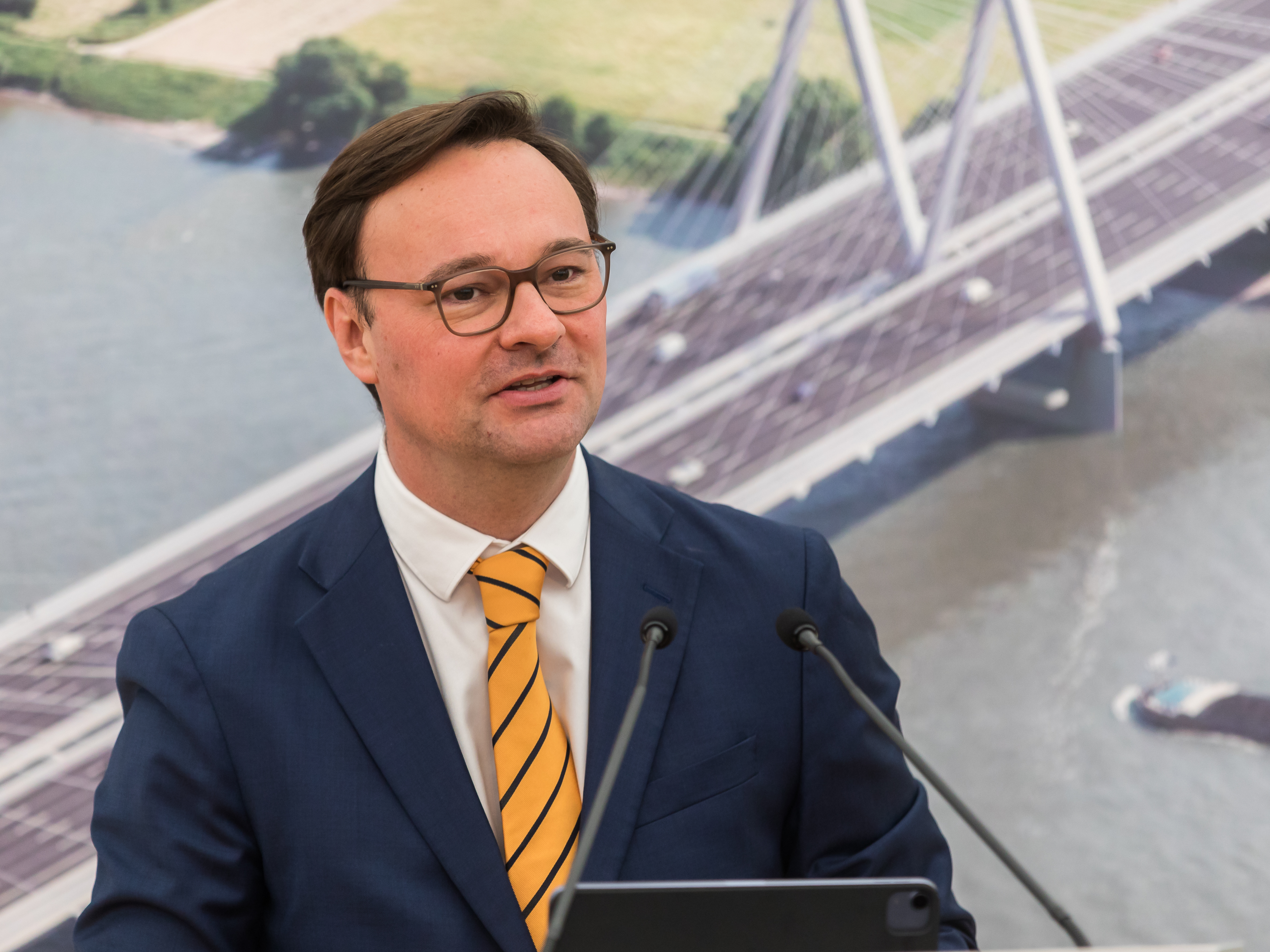
Oliver Luksic (2024)

Oliver Luksic (* 9. Oktober 1979 in Saarbrücken) ist ein deutscher Politiker (FDP) und Unternehmensberater. Er war langjähriger Vorsitzender der Jungen Liberalen Saar und war vom 8. Januar 2011 bis zum 15. April 2025 Landesvorsitzender der FDP Saar. Von 2009 bis 2013 und von 2017 bis 2025 war er für die FDP Mitglied des Deutschen Bundestages. Vom 8. Dezember 2021 bis 7. November 2024 war er Parlamentarischer Staatssekretär beim Bundesminister für Digitales und Verkehr. Als solcher war er auch Koordinator der Bundesregierung für Güterverkehr und Logistik.

## Ausbildung und Beruf
Nach seinem Abitur am Deutsch-Französischen Gymnasium Saarbrücken im Jahre 2000 und seinem Zivildienst studierte Luksic von 2001 bis 2006 Politikwissenschaft und Volkswirtschaftslehre an der Grande école IEP in Paris sowie 2003/2004 Europastudien am King’s College London. Das Studium beendete er mit dem Master-Abschluss.
2006 bis 2009 war er als freiberuflicher Unternehmensberater, insbesondere im Bereich Internationalisierung mittelständischer Unternehmen, tätig. Von 2014 an war er auch im Bereich der Arzneimittelimporte, u. a. für die Lobbyorganisation European Association of European-Pharmaceutical Companies, sowie für InterRecherche SRL, einer auf EU-Fördergelder spezialisierten Unternehmensberatung, in Brüssel aktiv.

## Politische Laufbahn

### Junge Liberale
Oliver Luksic trat im Jahre 2000 den Jungen Liberalen bei. 2002 bis 2009 war er deren Landesvorsitzender.

### FDP Saar
Ebenfalls im Jahre 2000 wurde Luksic Mitglied der Freien Demokratischen Partei (FDP).
Seit 2002 führt er den FDP-Ortsverband seiner Heimatgemeinde Heusweiler und ist dort seit 2004 Fraktionsvorsitzender der FDP-Gemeinderatsfraktion. Am 13. Juni 2008 wurde Oliver Luksic zum stellvertretenden Landesvorsitzenden der FDP Saar gewählt.
Nach dem Rücktritt von Christoph Hartmann als Landesvorsitzender der Freien Demokratischen Partei/Demokratischen Partei Saar war er zusammen mit dem Gesundheitsminister Georg Weisweiler einer der Kandidaten für das Amt des Vorsitzenden. Die Wahl fand am 8. Januar 2011 statt. Luksic konnte sich mit 76,3 % deutlich gegen Weisweiler durchsetzen.
Bei der Landtagswahl im Saarland 2012, bei der Luksic als Spitzenkandidat antrat, erreichte die FDP 1,2 % der Stimmen, womit die Partei aus dem Landtag ausschied. Auch bei der darauffolgenden Landtagswahl im Saarland 2017, bei der Luksic wiederum als Spitzenkandidat antrat, verfehlte die FDP mit einem Stimmanteil von 3,3 % erneut den Einzug in den Landtag des Saarlandes.
Bei den Gemeinderatswahlen in Heusweiler erreichte die FDP mit Luksic als Spitzenkandidaten Stimmanteile von 2004 6,5 %, 2009 11,2 % und 2014 9,1 % und 2019 9,32 %; sie ist in Fraktionsstärke im Gemeinderat vertreten.
Nachdem die FDP bei der Bundestagswahl 2025 an der Fünf-Prozent Hürde gescheitert war, kündigte Luksic seinen Rücktritt vom Vorsitz der FDP Saar an. Im April 2025 wurde Angelika Hießerich-Peter zu seiner Nachfolgerin gewählt.

### Deutscher Bundestag und Bundespartei
Auf der Landesvertreterversammlung der saarländischen FDP zur Bundestagswahl 2009 am 6. Dezember 2008 wurde Luksic zum Spitzenkandidaten auf der Landesliste gewählt. Er trat auch als Direktkandidat für seinen Bundestagswahlkreis 298 (St. Wendel) an.
Bei der Bundestagswahl am 27. September 2009 wurde Oliver Luksic über die Landesliste der FDP Saar in den Deutschen Bundestag gewählt. Er war ordentliches Mitglied im Ausschuss für die Angelegenheiten der Europäischen Union und im Ausschuss für Verkehr, Bau und Stadtentwicklung. Seit 23. Mai 2012 war Oliver Luksic auch verkehrspolitischer Sprecher der FDP-Bundestagsfraktion und trat damit die Nachfolge von Patrick Döring an.
Durch das Scheitern seiner Partei an der Fünf-Prozent-Hürde bei der Bundestagswahl 2013, bei der er erneut Spitzenkandidat der FDP Saar war, war er im 18. Deutschen Bundestag nicht vertreten. Die FDP Saar erreichte einen Zweitstimmenanteil von 3,8 %.
Im 19. Deutschen Bundestag war Luksic ordentliches Mitglied im Ausschuss für Verkehr und digitale Infrastruktur und gehörte als stellvertretendes Mitglied dem Haushaltsausschuss an. In seiner Fraktion bekleidete er erneut die Funktion des verkehrspolitischen Sprechers. Er wirkte in dieser Funktion u. a. im Untersuchungsausschuss zur Pkw-Maut in Deutschland mit. Er war Vorsitzender der Parlamentariergruppe Nördliche Adria des Deutschen Bundestages. Außerdem war er Vorsitzender der Deutsch-Belgisch-Luxemburgischen Parlamentariergruppe. Seit 2019 war er zudem Mitglied der Deutsch-Französischen Parlamentarischen Versammlung.
Bei der Bundestagswahl 2021 zog er erneut in den Deutschen Bundestag ein. Ab dem 8. Dezember 2021 war er Parlamentarischer Staatssekretär beim Bundesminister für Digitales und Verkehr, Volker Wissing. Er war damit als einziger Saarländer Teil der Bundesregierung. Seit dem 12. Januar 2022 war er zusätzlich auf Vorschlag von Bundesminister Wissing Koordinator der Bundesregierung für Güterverkehr und Logistik. Am 7. November 2024 erklärte er seinen Rücktritt.
Während seiner Amtszeit als Staatssekretär fungierte Luksic trotz interner Einwände als Schirmherr einer Kraftstoff-Kampagne des „dubiosen“ Mobil in Deutschland e.V. Dieser suggerierte mutmaßlich in einem Werbeprodukt, Mitglieder könnten gegen Bezahlung in Kontakt mit Luksic und dem Minister treten. Luksics Schirmherrschaft ruht seit Berichterstattung; Lobbycontrol forderte dessen Rücktritt.
Darüber hinaus ist er Mitglied im FDP-Bundesvorstand.
Zudem war er bis 2024 Aufsichtsratsvorsitzender bei der „Die Autobahn GmbH des Bundes“.
Im Rahmen der vorgezogenen Neuwahlen zum Deutschen Bundestag im Jahre 2025 trat Luksic erneut als Spitzenkandidat der FDP-Saar an, schied aber auf Grund des Scheitern der FDP an der Fünf-Prozent-Hürde aus dem Bundestag aus.

## Mitgliedschaften
Luksic vertrat die FDP bis 2020 im Bundesvorstand des Netzwerks Europäische Bewegung Deutschland. Er ist Mitglied bei der Europa-Union Deutschland, die sich für ein föderales Europa und den europäischen Einigungsprozess einsetzt und war bis zu seinem 35. Geburtstag (der Altersobergrenze) Mitglied bei den Jungen Europäischen Föderalisten.
Luksic ist Mitglied im Förderverein KiTa Holz, bei der Feuerwehr Holz, bei der Aktion Kultur Heusweiler und im Förderverein Musikfestspiele Saar.

## Privates
Luksic ist evangelisch, verheiratet und Vater einer Tochter und eines Sohns.
Luksic spielte Fußball beim SV Holz, 1. FC Saarbrücken (C-Jugend-Saarlandmeister 93/94), ASC Dudweiler, VfB Theley (A-Jugend-Regionalliga), SV Saar 05 Saarbrücken, Hellas Marpingen, SV Wahlschied, FC Kutzhof (jetzt bei den „Alte Herren“) und war Torschützenkönig beim FC Bundestag.

## Veröffentlichungen
- Ist der Euro noch zu retten ? Nomos, Baden-Baden 2011, ISBN 978-3-8329-6572-3 (Mit Vorworten von Theo Waigel und Guido Westerwelle).
- Ist der Euro noch zu retten? Zwischen Finanzmarktkrise und Staatsbankrott. In: Netzwerk Europäische Bewegung Deutschland (Hrsg.): EU-in-BRIEF. Nr. 11-04, Juni 2011, ISSN 2191-8252.
- Die Angstunternehmer. Wie die neue Polarisierung die offene Gesellschaft gefährdet. wbg Theiss, 2019, ISBN 978-3-8062-0094-2.[23][24][25][26][27]
- Aufstieg – 16 Vorschläge für die Zukunft Deutschlands. Finanzbuch Verlag, 2020, ISBN 978-3-95972-417-3.
- Chancen begreifen – Soziale Leitbegriffe im Gespräch zwischen Politik und Sozialwirtschaft. Kohlhammer, 2021, ISBN 978-3-17-039644-9